# Heinrich Baumann (Ingenieur, 1871)
Heinrich Carl Baumann (* 30. Januar 1871 in Bretten; † 17. Oktober 1949 in Konstanz) war ein deutscher Maschinenbauingenieur, Baubeamter und Hochschullehrer.

## Leben
Er war der Sohn des Tünchers Josef Baumann und dessen Ehefrau Katharina Baumann geborene Rohrbacher. Nach dem Besuch des Gymnasiums in Karlsruhe studierte er an der Technischen Hochschule Karlsruhe. Er arbeitete als Ingenieur des technischen Instituts der Artillerie in Siegburg. Nach erfolgreichem Studienabschluss begann er im Jahr 1894 die praktische Ausbildung als Ingenieur-Praktikant bei der Generaldirektion der Großherzoglich Badischen Staatsbahnen in Karlsruhe, wo er nach dem bestandenen Staatsexamen zum 1. Oktober 1897 in den badischen Staatsdienst übernommen wurde. Dort war er zunächst im Technischen Dienst tätig und wurde 1909 maschinentechnischer Dezernent. Aufgrund seiner vielfältigen, im In- und Ausland anerkannten wissenschaftlich-technischen Arbeiten wurde er zum Honorarprofessor an der Technischen Hochschule Karlsruhe ernannt. Daneben erfolgte seine Berufung zum Mitglied der Preußischen Akademie der Wissenschaften in Berlin. Nach dem Übergang der Eisenbahnen auf das Deutsche Reich führte er den Titel eines Reichsbahndirektors.

## Schriften (Auswahl)
- (mit anderen Autoren): Das Deutsche Eisenbahnwesen der Gegenwart mit einer Einführung des Präsidenten des Königlichen Eisenbahn-Zentralamts in Berlin. 2 Bände, Reimar Hobbing, Berlin 1911.
- Versuche mit Stiftnietungen nach dem Schulischen Verfahren. 1919.
- Der Wärmeübergang im Lokomotivkessel. 1927.
- Der feste Achsstand der Lokomotiven im Wandel der Zeiten und Vorschriften. 1935.
- Die Ermittlungen der Trägheitsmomente durch Schwingungsversuche. In: Organ über die Fortschritte des Eisenbahnwesens, Jahrgang 1936.

## Familie
Heinrich Baumann heiratete am 12. September 1905 Emma geborene Blattner. Aus der gemeinsamen Ehe gingen die beiden Töchter Gertrud (* 1906) und Margret (* 1914) hervor.